# کافیویل (میسیسیپی)
کافیویل (به انگلیسی: Coffeeville) شهرکی در ایالت میسیسیپی کشور ایالات متحده آمریکا است که جمعیت آن در سرشماری سال ۲۰۱۰ میلادی، ۹۰۵
نفر بوده‌است.